# Vauchonvilliers
 Vauchonvilliers  es una población y comuna francesa, en la región de Champaña-Ardenas, departamento de Aube, en el distrito de Bar-sur-Aube y cantón de Vendeuvre-sur-Barse.

## Demografía
| 308 | 347 | 340 | 305 | 391 | 413 | 415 | 388 | 382 | 375 | 395 | 370 | 335 | 337 | 267 | 280 | 270 | 260 | 266 | 261 | 236 | 219 | 210 | 217 | 226 | 197 | 203 | 206 | 176 | 166 | 151 | 134 | 123 | 128 | 129 | 149 | 158 | 170 |
| Para los censos de 1962 a 1999 la población legal corresponde a la población sin duplicidades (Fuente: INSEE [Consultar]) |     |     |     |     |     |     |     |     |     |     |     |     |     |     |     |     |     |     |     |     |     |     |     |     |     |     |     |     |     |     |     |     |     |     |     |     |     |

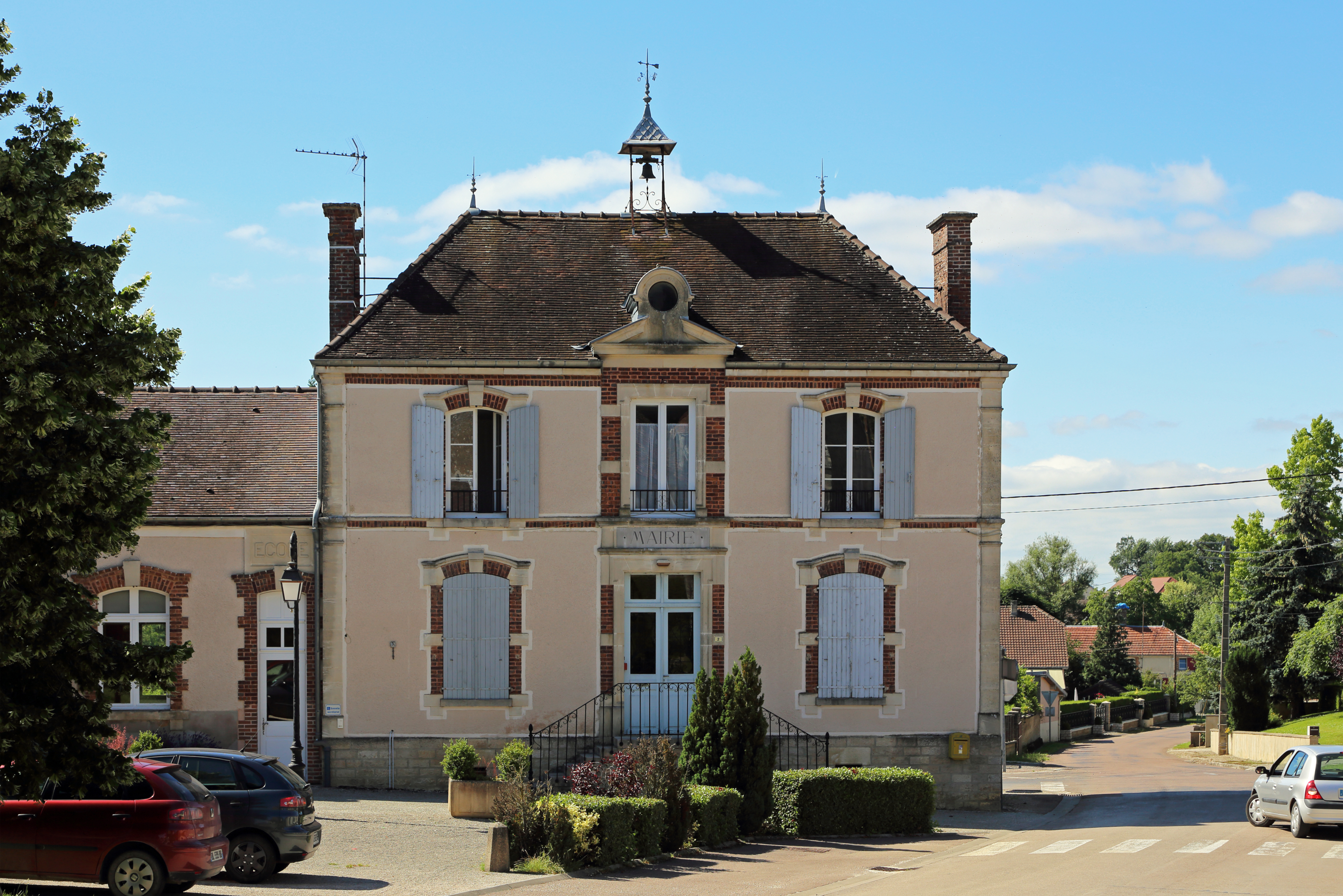
Ayuntamiento
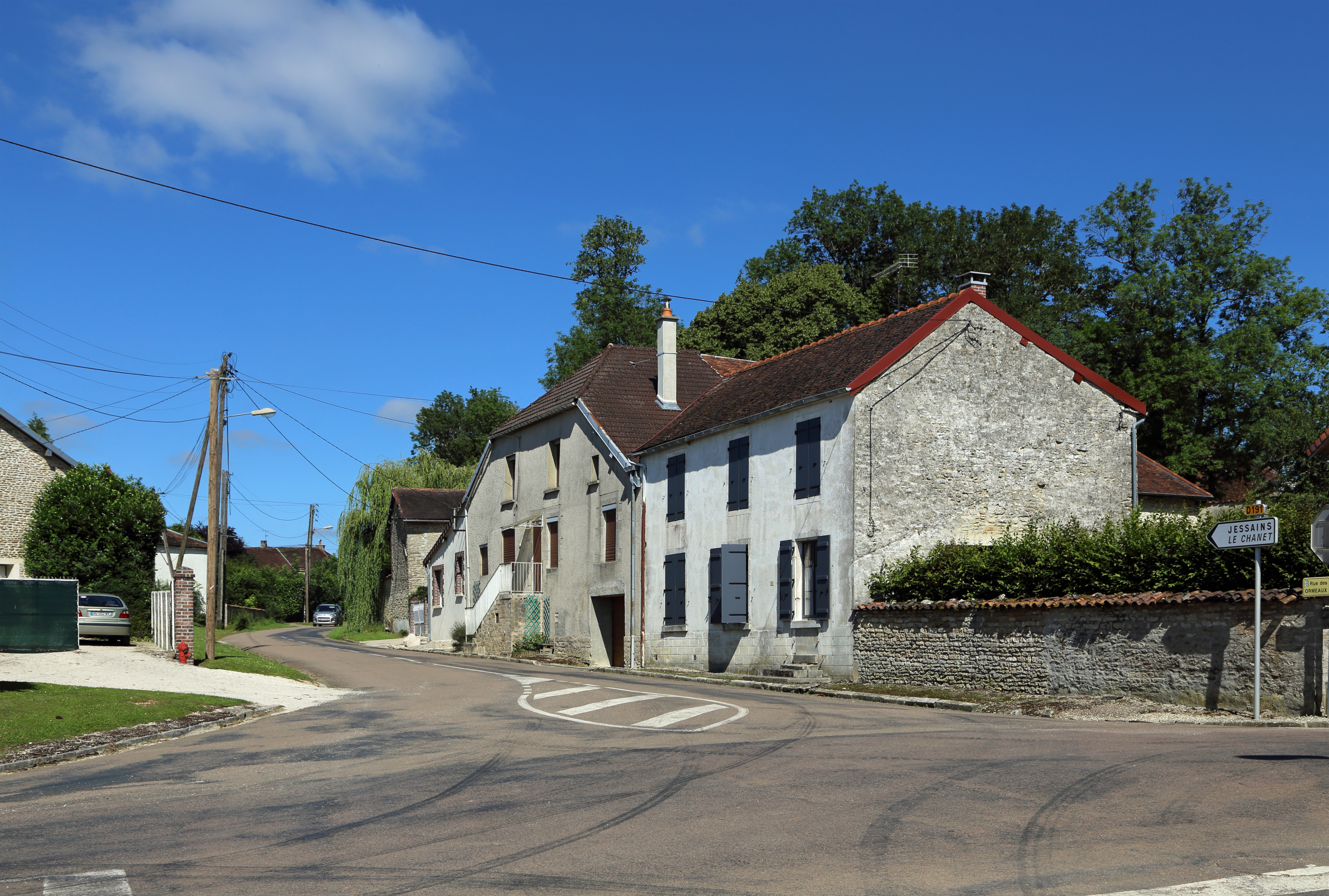
Calle en la aldea
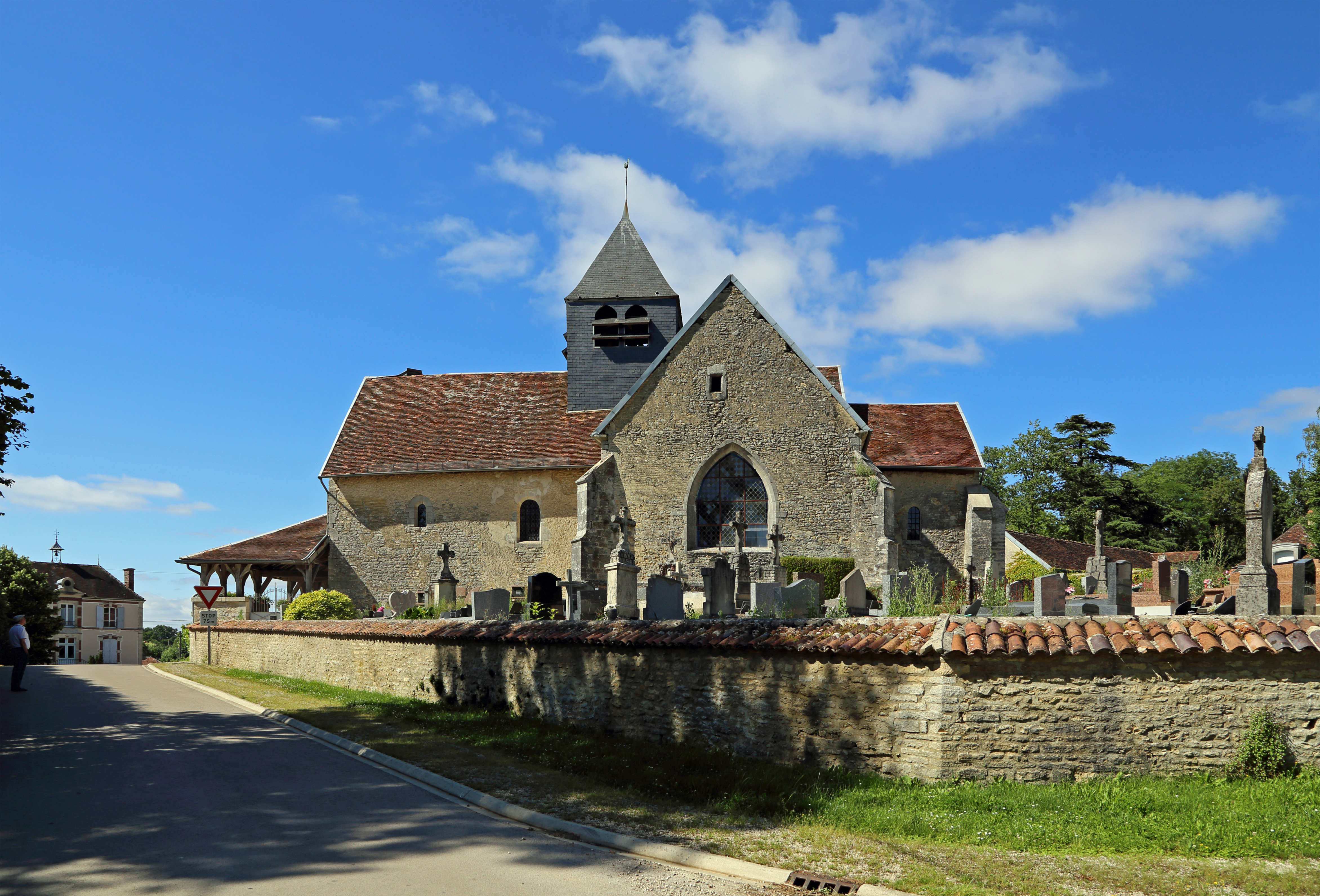
Iglesia y cementerio
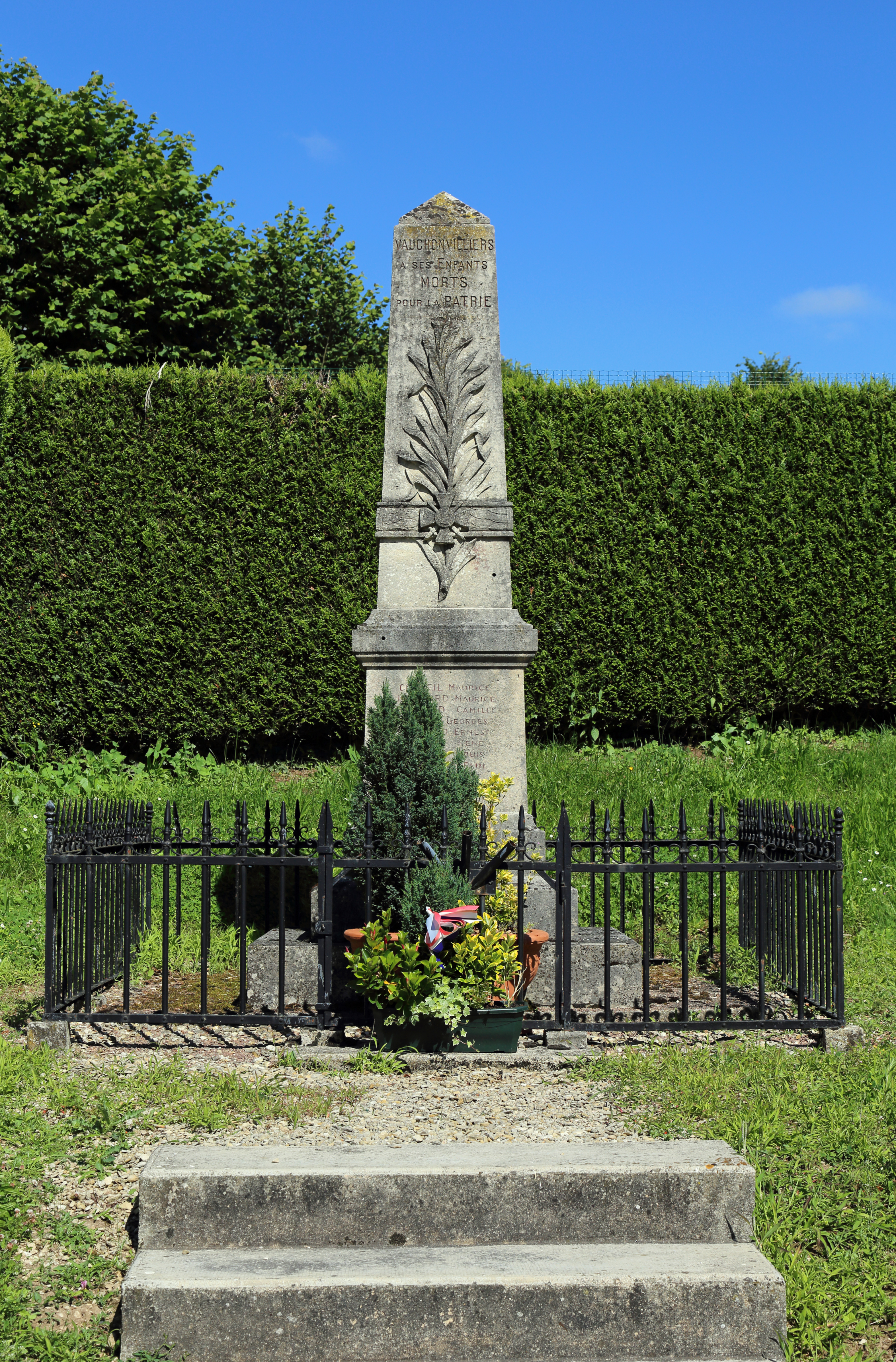
Monumento a los caídos